# Minhou
Minhou, även romaniserat Minhow,  är ett härad inom provinshuvudstaden Fuzhou i provinsen Fujian i sydöstra Kina.

## Administrativ indelning
Minhou är indelat i ett stadsdelsdistrikt, nio köpingar, sex socknar och en administrativ enhet på sockennivå.
Stadsdelsdistrikt (jiedao):

- Ganzhe (甘蔗街道)

Köpingar (zhen):

- Baisha (白沙镇)
- Jingxi (荆溪镇)
- Nantong (南通镇)
- Nanyu (南屿镇)
- Qingkou (青口镇)
- Shanggan (尚干镇)
- Shangjie (上街镇)
- Xiangqian (祥谦镇)

Socknar (xiang):

- Dahu (大湖乡)
- Hongwei (鸿尾乡)
- Tingping (廷坪乡)
- Xiaoruo (小箬乡)
- Yangli (洋里乡)
- Zhuqi (竹岐乡)

Område på sockennivå:
- Jiangyang Nongchang jordbruk (江洋农场)

## Kända personer
En rad viktiga historiska personer kommer från häradet, som ämbetsmannen Lin Zexu, Kinas president Lin Sen och den kommunistiske politiker Ye Qun, också känd som Lin Biaos hustru. Även feministen och revolutionären Qiu Jin härstammade från orten, men föddes i den intilliggande Zhejiang-provinsen.